# Арсен Венгер
Арсен Венгер (на френски: Arsène Wenger) е френски треньор по футбол. В периода 1996 – 2018 г. е треньор на английския Арсенал. Наричан е Професорът, също така Кралят на сделките. Има инженерно образование от университета в Страсбург и магистърска степен по икономика и говори френски, немски и английски и разбира италиански, испански и японски.

## Кариера като футболист
Роден е на 22 октомври 1949 година в Страсбург, Франция. Кариерата му като футболист не е запомняща се. Между 1969 и 1981 година играе за отборите на Мутциг, Мюлюз, АСПВ Страсбург и РК Страсбург.

## Кариера като треньор
Започва треньорската си кариера в тима на Нанси през 1984 година. Не успява да постигне сериозни успехи, и след като през 1987 година отборът изпада от Лига 1, Венгер напуска. Първите му успехи идват с преминаването в Монако през 1987 година. Още в първата си година начело печели шампионската титла. През 1991 вдига и купата на Франция. Под негово ръководство играят знаменити играчи като Юрген Клинсман, Юри Джоркаеф, Джордж Уеа и Глен Ходъл. Венгер привлича вниманието на редица големи европейски отбори, но от лоялност към Монако остава във Франция. Въпреки това е уволнен през сезон 1994 / 95 поради слаби резултати. Заминава за Япония, където води закъсалия по това време тим на Нагоя Грампус. Успява да измъкне отбора от дъното на класирането и печели купата на Императора. Арсен е близък с тогавашния вицепрезидент на Арсенал – Дейвид Дейн.

### Арсенал
Техническият директор на артилеристите Жерар Улие препоръчва Венгер на Дейн и така на 1 октомври 1996 година Арсен е назначен за старши треньор на лондонския клуб. Става първият треньор на Арсенал, роден извън Обединеното кралство. Започва да оформя отбора по свой облик – привлечени са французите Патрик Виейра и Реми Гарде. Още във втория си сезон Венгер става шампион и печели ФА Къп. С този втори дубъл в клубната история, Арсен записва името си и като първия треньор чужденец с подобно постижение. В следващите сезони Арсенал запазва доброто ниво, но изпуска за малко както титлата в Англия, така и ФА Къп. Губи и финала за Купата на УЕФА през сезон 1999/2000 след дузпи от Галатасарай. Това води до привличането на нови играчи в тима – в отбора идват Фредерик Люнберг, Тиери Анри и Робер Пирес. С новия състав, Арсен печели дубъл за втори път през 2002, като записва и добър сезон без загуба, ставайки шампион през 2004. Арсенал играе красив, комбинативен и бърз атакуващ футбол, с което печели симпатиите на феновете от цял свят.
Въпреки успехите на домашна сцена, европейските успехи убягват на Арсенал. Най-доброто постижение в турнирите идва през 2006 година, когато след 10 мача без допуснат гол, тимът достига финал в Шампионската лига през 2005/06, загубен от Барселона. Заради изключителните си постижения с Арсенал, през 2006 година Арсен Венгер е приет в английската футболна Зала на славата.
На 6 септември 2007 година подписва нов тригодишен договор с топчиите на стойност £4 млн., и така подсигурява бъдещото си в лондонския клуб. Започва да налага млади и перспективни играчи в отбора, които впоследствие се утвърждават като основни фигури и дори звезди в тима – такива са Робин ван Перси, Александър Хлеб, Сеск Фабрегас, Тио Уолкът, Емануел Адебайор, Филип Сендерос, Матийо Фламини и др. На 22 март 2014 година отбелязва мач номер 1000 начело на Арсенал, като губи на Стамфорд Бридж от Челси с разгромното 0:6.
През сезон 2016/17 отборът му завършва на 5-о място в класирането, което означава място в Лига Европа през следващия сезон. Клубът дава последен шанс на Венгер. През сезон 2017/18 отборът завършва на 6-о място, а в Лига Европа е отстранен на полуфинал от Атлетико Мадрид. Някрая Венгер решава сам да напусне.

## Кариера
- Страсбург (1981 – 1983; юноши)
- Кан (1983 – 1984; помощник)
- Нанси (1984 – 1987)
- Монако (1987 – 1994)
- Нагоя Грампус (1994 – 1996)
- Арсенал (1996 – 2018)

## Отличия

### Като футболист
- Страсбург
  - Шампион на Франция (1): 1978/79

### Като треньор
- Монако
  - Шампион на Франция (1): 1987/88
  - Купа на Франция (1): 1990/91
- Нагоя Грампус
  - Купа на Императора (1): 1995
  - Суперкупа на Япония (1): 1996
- Арсенал
  -  Шампион на Англия (3): 1997/98, 2001/02, 2003/04
  -  ФА Къп (7): 1997/98, 2001/02, 2002/03, 2004/05, 2013/14, 2014/15, 2016/17
  -  Суперкупа на Англия (7): 1998, 1999, 2002, 2004, 2014, 2015, 2017